# Krewerd
Krewerd est un village néerlandais située dans la commune de Delfzijl dans la province de Groningue. Le village est situé au sud-ouest de Holwierde, entre Delfzijl et l'Eemshaven.

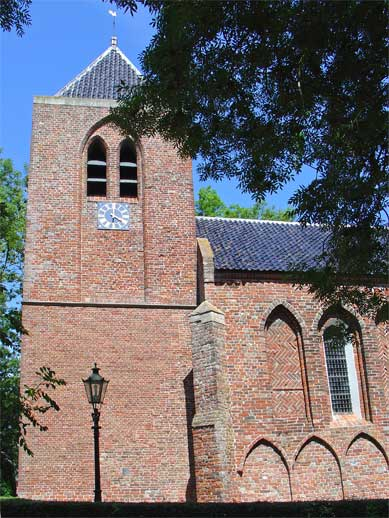
L'église Notre-Dame de Krewerd

Le village possède une église dédiée à Notre-Dame. Elle est construite au XIIIe siècle. Son clocher date du XVe siècle. Son orgue compte parmi les plus anciens des Pays-Bas (1531).
En 1840, le village comptait 17 maisons et 85 habitants. Jusqu'en 1990, Krewerd faisait partie de la commune de Bierum.